# Gassano
Gassano is een plaats (frazione) in de Italiaanse gemeente Fivizzano.